# 2 Andromedae
2 Andromedae (kurz 2 And) ist ein mit dem bloßen Auge gerade noch wahrnehmbarer Doppelstern im nördlichen Sternbild Andromeda. Er ist unweit der Grenze zum Sternbild Eidechse gelegen. Seine scheinbare Gesamthelligkeit beträgt 5,10m. Nach Parallaxen-Messungen der Raumsonde Gaia ist er etwa 454 Lichtjahre von der Erde entfernt.

## Doppelstern
Die Doppelsternnatur von 2 And wurde 1889 vom amerikanischen Astronomen Sherburne Wesley Burnham am Lick-Observatorium entdeckt. Von der Erde aus gesehen stehen die beiden Komponenten so eng beisammen, dass sie selbst in großen Teleskopen schwer zu trennen sind. Im Jahr 2011 betrug ihre Winkeldistanz 0,2 Bogensekunden. Sie umlaufen einander mit einer Periode von etwa 74 Jahren auf einem stark elliptischen Orbit. Dessen Exzentrizität beträgt 0,800 ± 0,056, die große Halbachse 0.225 ± 0,011 Bogensekunden.
Die scheinbare Helligkeit des leuchtkräftigeren Hauptsterns 2 And A beträgt etwa 5,24m, jene des Begleiters 2 And B 7,51m. Der B-V-Farbindex ergibt sich für 2 And A zu etwa 0,07m und für seinen Begleiter zu 0,23m. Der daraus ableitbare Gesamt-B-V-Farbindex für das Doppelstern-System steht in guter Übereinstimmung mit dem gemessenen von 0,094m.
Die in nebenstehender Tabelle angegebenen Werte für den Farbindex, die Masse usw. beziehen sich auf die Hauptkomponente 2 And A. Diese ist ein Hauptreihenstern oder eher bereits ein Unterriese etwa der Spektralklasse A1. Ihre Masse dürfte ungefähr 2,7 Sonnenmassen betragen; nach Kalkulationen aus den gemessenen Gaia-Daten besäße sie circa 3, 3 Sonnenmassen. Die effektive Temperatur ihrer Photosphäre liegt bei rund 9000 Kelvin. Obwohl 2 And A keinen signifikanten Infrarotexzess aufweist, ist der Stern ein Hüllenstern (englisch Shell star), dessen Spektrum aufgrund von zirkumstellaren Staubkörnern dünne, zeitlich veränderliche Absorptionslinien zeigt. Er dürfte daher von einer Trümmerscheibe umgeben sein, die von ihrer Kante betrachtet wird und in der auch Gas vorkommt. Der Stern dreht sich sehr schnell mit einer projizierten Rotationsgeschwindigkeit von circa 212 km/s um seine eigene Achse.
Der Begleiter 2 And B ist ein später A-Stern oder ein früher F-Stern, gehört also einer der Spektralklassen von etwa A8 bis F2 an. Er besitzt ungefähr 1,8 Sonnenmassen und eine effektive Temperatur seiner Photosphäre von 7720 ± 250 Kelvin. Ferner dürfte er diejenige Komponente sein, die für die beobachteten geringfügigen Helligkeitsschwankungen von 2 And verantwortlich ist. Die Forschergruppe um Jerzykiewicz et al. hält es für weniger wahrscheinlich, dass 2 And B, wie öfters vermutet, ein Delta-Scuti-Stern ist. Eher dürfte er ein ellipsoid veränderlicher Stern sein, der von einem Braunen Zwerg in einer engen Umlaufbahn umkreist wird.

## Weitere Begleiter
Im Washington Double Star Catalog werden zwei weitere, entferntere Begleiter von 2 And A verzeichnet. Es handelt sich bei ihnen um scheinbare Begleiter, die nur zufällig von der Erde aus betrachtet fast in der gleichen Richtung am Himmel stehen, aber gravitativ nicht an 2 And A gebunden sind. Ihre Entfernung von der Erde ist auch erheblich größer. So ist die etwa 13,4m helle Komponente 2 And C, die zuerst 1911 von Burnham als möglicher Begleiter verzeichnet wurde und auch die Katalogbezeichnung UCAC2 46616605 trägt, den Parallaxenmessungen Gaias zufolge rund 8700 Lichtjahre entfernt. Es handelt sich um einen Stern des Spektraltyps K, der im Jahr 2002 einen Winkelabstand von etwa 91 Bogensekunden zum Hauptstern hatte. Die vierte, 10,9m helle Komponente 2And D wird auch als UCAC4 664-115189 bezeichnet und stand im Jahr 2002 circa in einer Winkeldistanz von 143,1 Bogensekunden von 2 And A. Sie ist ein Riesenstern etwa der Spektralklasse K1 III. Ihr Abstand zur Erde beläuft sich auf etwa 2530 Lichtjahre.